# ゲゲゲの鬼太郎 妖怪大戦争
『ゲゲゲの鬼太郎 妖怪大戦争』（ゲゲゲのきたろう ようかいだいせんそう）は、東映まんがまつりの一編として1986年3月15日に公開されたアニメーション映画。『ゲゲゲの鬼太郎』テレビ第3シリーズの映画版第2作。配給は東映。上映時間は40分。カラー、ワイド。

## 解説
1966年の『週刊少年マガジン』に連載された「妖怪大戦争」のエピソードを原作に、テレビシリーズの葛西治監督、星山博之脚本で映画化。
全体的にコミカルなドタバタ劇やド派手なアクションシーンが強調されている。鬼太郎ファミリーのデザインは本作のアクション用にテレビシリーズより頭身を上げるなど設定の改良措置が行われ、当初は本作限りの予定だったが、後にテレビシリーズでも使われるようになった。また、バックベアードがスクリーンに初登場。当時話題のハレー彗星がストーリーに取り込まれているのも特徴。
タイトルのうち、「妖怪大戦争」は他の劇場用新作アニメ（一部を除く）同様オープニングにはクレジットされず、サブタイトル的な扱いになっている。
本作は、2007年8月3日発売の『ゲゲゲの鬼太郎 THE MOVIE』および2009年6月21日発売の『ゲゲゲの鬼太郎 THE MOVIES 1』に収録されている。
2018年4月1日からテレビアニメ第6期が放送されるのに際し、同年2月22日から同年5月14日まで東映アニメーションが創立60周年公式YouTubeチャンネルにて本作を配信した。
また、水木しげるは大映による「妖怪シリーズ」にも携わって自身の作品群と共に「妖怪ブーム」の形成に貢献しており、本作と『妖怪大戦争』には「日本に舶来した外国妖怪と日本妖怪の戦い」という発想上の類似点も見られる

## ストーリー
76年ぶりにハレー彗星が地球に接近。その彗星の影響で不漁続きの日本の南の島・ホウキボシ島、村人達は不漁続きがこれ以上起きないように神に祈ろうとしていた。その時、巨大一つ目妖怪・バックベアードをボスにドラキュラ伯爵、狼男、フランケンシュタイン、魔女といった凶悪な西洋妖怪軍団が現れ、ホウキボシ島を占拠した。そして西洋妖怪たちに両親のヨネと虎造を連れ去られた島の少年アキオは隙をついて間一髪で島を筏で脱出。
都会にたどり着いたアキオは、テレビ番組を通じて鬼太郎に助けを求めるが都民にバカにされる。偶然会ったねずみ男の手引きで無事に鬼太郎のところに付き、事情を訊いた鬼太郎は日本妖怪たちに協力を仰ぐも、ほとんどがバックベアードの力を恐れて尻込みし、加わったのは正義を信じる鬼太郎と、参謀役の目玉おやじに、砂かけ婆、子泣き爺、一反木綿、ぬりかべ、ねこ娘（彼女のみ原作での該当ストーリーには登場しない）に島の砂金が目当てのねずみ男。この8人がアキオと共に桶船付の船に乗って島を目指す。
ぬけるような青い空、煌く日差しのホウキボシ島にもうじきと迫ったその時、西洋妖怪軍団の奇襲が始まった。鬼太郎たちは妖力で勝る西洋妖怪軍団に苦戦を強いられてしまう。その隙にねずみ男は砂金があるという山の洞窟に向かう。洞窟で金塊を見つけ喜んでいる最中にドラキュラに見つかり料理番となったが、食べている隙に逃げる事に成功。
一方鬼太郎たちはつかまっているヨネと虎造を見つけた。話によると西洋妖怪軍団は駆り出された島民達に強制労働させ砦を築きこの島を本拠地とし日本征服を企んでいた。ねずみ男は洞窟の深いところで金塊を見つけるも砦の真下、海につながる洞穴に不気味な鳴動がする奇妙な渦を目撃した。逃げようとするも出入口を壁で塞がれて出られなくなってしまった。
鬼太郎たちが作戦を立てている中、アキオ少年は海の大渦を見て、「76年後にハレー彗星が地球に接近し、悪者達がホウキボシ島を占拠した時、この島は沈む」というキジム爺の話を思い出した。そんな事が起こらないよう捕まった島民たちと協力し西洋妖怪軍団と戦う鬼太郎たち。しかしバックベアードの眼力に鬼太郎は動かなくなってしまった。
バックベアードの案で鬼太郎を柱に吊るして仲間を誘き出そうとする西洋妖怪軍団。そうはさせんとアキオ少年の勇気と息子を守る虎造のど根性、ねこ娘たちによって霊毛チャンチャンコを着せ無事鬼太郎を助け出した。閉じ込められ金塊も失ったねずみ男は宝箱から爆弾を見つけ洞窟からの脱出を試みる。
鬼太郎を助け出し島民たちは目玉親父による予言にあった大渦の力を使って西洋妖怪軍団を撃退する案を実行した。砦の中心に大穴を開ければ西洋妖怪軍団は全員大渦に飲み込まれ、その分渦の力も発散されホウキボシ島は救われる。作戦を実行しようとしたその時、今まで沈黙を保っていたバックベアードが鬼太郎達の前に姿を現した。砦から出てきたバックベアードはどうやって砦の中に入ったのかわからない程の巨大さ。鬼太郎は一反木綿に乗って日本の命運を賭けた最後の決戦に挑む。
鬼太郎はバックベアードの眼力を避けながら髪の毛針とオカリナの剣で応戦するも、奴は眼力以外にもテレポーテーションが出来、その毛は電磁ムチとなっていてとても歯が立たない。隙をつかれた鬼太郎はバックベアードに吸い込まれてしまった。奴の体内は異次元世界で完全に入り込んでしまったら最後、2度と出て来られなくなってしまう。その時、渦潮が現れその拍子にべアードは目を負傷し、敗れ去った。鬼太郎は信じる人の心の問題を、ねずみ男は億万長者の夢が消えたことを悩みながら島を去った。

## 登場人物

### 鬼太郎とその仲間
鬼太郎
チャンチャンコを失い、バックべアードの金縛りにあうも、アキオに助けられ復活する。
目玉
鬼太郎を助けられない自分が情けなく思い、アキオに任せることになる。
ねずみ男
アキオが持っていた金塊に目がくらみ、鬼太郎のところに案内する。さらに島の宝目当てで鬼太郎達に同行する。持ち前のずる賢さが裏目に出てしまい、洞窟に閉じ込められるも、偶然にも爆弾を見つけそれが役立つことに。
児泣きじじい
吸血狼との闘いでは1匹を石化で押しつぶすも、2匹に噛みつかれた。島に異変が起こるのは「妖怪のせいではなく、宇宙の神の怒り」だと見抜いた。
一反もめん
自慢の長い体で魔女を締め上げるも、ドラキュラに噛みちぎられ、テーブルクロス代わりにされた。べアードを誘導するために鬼太郎をサポートする。
砂かけばばあ
砂かけ攻撃で吸血狼を苦しめるも、魔女に砂をかけられた。
ぬりかべ
得意の怪力でフランケンシュタインと戦う。終盤では引水を防ぐために自らが壁となる。
ネコ娘
フランケンシュタインのダルマ落とし攻撃に追い詰められるも、引っ掻いた。いつもはねずみ男に冷たいが、終盤では彼を見直しキスした。
他にもつるべ火、ろくろ首、百目、枕返し、見上げ入道、夜行さんなどが鬼太郎の呼びかけに応じて登場しているが、相手がバックべアードと知って降りた。

### 西洋妖怪
バックベアード
黒幕で西洋妖怪の首領格。目から繰り出す金縛りで相手の動きを封じたり、催眠術で操るのが得意。ホウキボシ島を本拠地にして日本征服しようとするも、あと一歩のところで敗北した。
ドラキュラ
西洋妖怪のサブリーダー的存在。上品かつ紳士的に見えるが、実際は好戦的な性格。生き血が好物で、吸われた者はミイラになってしまう。最後は魔女たち共々水に飲み込まれ敗れた。
魔女
アキオの母をさらった。甲高い笑い声と素早い動きで相手を惑わすのが得意。箒で空を飛ぶ以外にも、砂をかけて攻撃もする。終盤では侵入して来た鬼太郎達を襲うも、鬼太郎が頭上から大岩を投げたことにより敗北。
フランケンシュタイン
巨体の妖怪。怪力が得意で同じく怪力を誇るぬりかべさえ投げ飛ばしたが、実は見かけによらず小心者でもあり、終盤ではそれが仇となって自滅した。
狼男
吸血狼のリーダーで半獣半人の妖怪。性格は凶暴かつ獰猛。鋭い牙が武器でエビをそのまま噛み砕くほど。
吸血狼
狼男の手下で、黒くてほっそりとした体形をしている言わば戦闘員。かなり大勢いる。ホウキボシ島の人々を奴隷のように扱う。

### 人間
アキオ
ホウキボシ島に両親と暮らす少年。西洋妖怪に連れ去られた両親を助けるために、鬼太郎に助けを求める。気弱な性格だが、終盤では勇気を振り絞り成長する。
虎造
アキオの父。妻・ヨネと共に西洋妖怪に捕まり、働かされる。西洋妖怪にも勇敢に立ち向かう父。終盤では成長した息子を認める。
ヨネ
アキオの母。
キジム爺
ホウキボシ島の長老。76年前の異変について語る。
祈祷師
ホウキボシ島の祈祷師。神に祈ろうとするも御加護はなく、新しい神（ベアード）が名乗りを上げて来た。
司会者
テレビ番組「何を言ってもいいとも！」の司会者。アキオの話を冗談だと思い、市民と共にバカにした。

## スタッフ
- 製作総指揮 - 今田智憲
- プロデューサー - 横山賢二
- 原作 - 水木しげる
- 脚本 - 星山博之
- 音楽 - 川崎真弘
- 撮影監督 - 菅谷信行
- 編集 - 吉川泰弘
- 録音 - 蔵本貞司
- 美術監督 - 土田勇
- 作画監督 - 兼森義則
- 製作担当 - 松下健吉
- 監督 - 葛西治
- 原画 - 稲野義信、音無竜之介、金津賀博、鈴木しゅんじ、菜明、深沢幸司、新岡浩美、入好さとる、柳瀬譲二、大鹿日出明
- 動画 - 武藤公春 他
- 動画チェッカー - 山田雄二
- 検査 - 辻田邦夫
- 特殊効果 - 佐藤章二
- 音響効果 - 今野康之
- 選曲 - 田中英行
- ネガ編集 - 福本一枝
- 仕上進行 - 冨永勤
- 美術進行 - 中村実
- 助監督 - 堀川和政
- 製作進行 - 鈴木利之
- 記録 - 竹澤裕美子
- 録音スタジオ - タバック
- 現像 - 東映化学
- 製作 - 東映動画

## キャスト
- 鬼太郎 - 戸田恵子
- 目玉 - 田の中勇
- ねずみ男 - 富山敬
- 児泣きじじい - 永井一郎
- 一反もめん - 八奈見乗児
- 砂かけばばあ - 江森浩子
- ぬりかべ - 屋良有作
- ネコ娘 - 三田ゆう子
- ベアード - 柴田秀勝
- ドラキュラ - 村越伊知郎
- 魔女 - 三輪勝恵
- フランケン - 西尾徳
- 狼男 - 大竹宏
- 吸血狼A - 小林通孝
- 吸血狼B - 田中和実
- 吸血狼C - 平野正人
- アキオ - 頓宮恭子
- 虎造 - 増岡弘
- ヨネ - 向井真理子
- キジム爺 - 山内雅人
- 祈祷師 - 津田延代
- 司会者 - 広中雅志

## 主題歌
オープニングテーマ「ゲゲゲの鬼太郎」
作詞 - 水木しげる / 作曲 - いずみたく / 編曲 - 野村豊 / 歌 - 吉幾三
エンディングテーマ「おばけがイクゾー」
作詞・作曲 - 吉幾三 / 編曲 - 野村豊 / 歌 - 吉幾三

## 同時上映
- キン肉マン ニューヨーク危機一髪!
- キャプテン翼 明日に向って走れ!
- 超新星フラッシュマン